# Šola za prevajanje in tolmačenje v Moskvi
Šola za prevajanje in tolmačenje v Moskvi (rusko Высшая школа перевода МГУ) je javna fakulteta, ki ponuja študij prevajanja in tolmačenja ter deluje v sklopu Moskovske državne univerze; ustanovljena je bila leta 2004.